# Montcorbon
Montcorbon är en kommun i departementet Loiret i regionen Centre-Val de Loire strax norr Frankrikes mitt. Kommunen ligger i kantonen Château-Renard som tillhör arrondissementet Montargis. År 2018 hade Montcorbon 462 invånare.

## Befolkningsutveckling
Antalet invånare i kommunen Montcorbon
| Referens: INSEE |